# 山崎時彦
山崎 時彦（やまさき ときひこ、1916年9月27日 - 2001年8月7日）は、日本の法学・政治学者、大阪市立大学名誉教授。西洋政治思想史、法学を研究したほか、大阪市立大学大学長を務めた恒藤恭の研究も行った。

## 略歴
大阪市生まれ。大阪商科大学卒業。大阪市立大学助教授、教授、1980年定年退官、名誉教授、愛知学院大学法学部教授。1994年退職。
2001年8月7日、呼吸不全のため死去。

## 著書
- 名誉革命の人間像　有斐閣、1952　大阪市立大学法学叢書
- 近代政治思想史概説　法律文化社、1954
- 革命思想小史 イギリス　ミネルヴァ書房、1959.社会科学選書
- 非政治的市民の抵抗 ヘンリー・ソーロウ評伝　世界思想社、1973
- 市民的抵抗の思想　法律文化社、1977.6

## 編著
- 政治思想史入門　勝田吉太郎共編.1969.有斐閣双書
- 政治学 講義要綱 -- 増補 中川政樹共著.晃洋書房、1972
- 若き日の恒藤恭　恒藤恭 山崎編.世界思想社、1972
- 政治思想・歴史と現代　岩佐幹三共編.法律文化社、1975
- 政治思想史 保守主義の生成と発展 昭和堂、1983.3

## 翻訳
- 市民的抵抗の思想　H.D.ソーロウ 未来社、1978.10
- ハンス=クリスチャン アンデルセン その偉大な生涯　ルーマ=ゴッデン 中川昭栄共訳.偕成社、1980.6
- 市民的抵抗 思想と歴史　G.ウッドコック 御茶の水書房、1982.5
- 日和見主義者とは何か　ハリファックス 山口孝道共訳.未来社、1986.12

## 記念論集
- 統合と抵抗の政治学 山崎時彦先生退任記念論文集　平井友義ほか編.有斐閣、1985.3

## 参考
- 「若き日の恒藤恭」編者紹介分
- 新聞記事訃報[要文献特定詳細情報]

## 門下生
- 友岡敏明 - 南山大学名誉教授